# Arcugnano
Arcugnano är en kommun i provinsen Vicenza i regionen Veneto i Italien. Kommunen hade 7 848 invånare (2018).